# ورزشگاه المپیک باکو
ورزشگاه المپیک باکو یک ورزشگاه چندمنظوره در شهر باکو، جمهوری آذربایجان است. ورزشگاه المپیک باکو بزرگترین ورزشگاه کشور آذربایجان است.
عملیات اجرایی این ورزشگاه در ژوئن سال ۲۰۱۱ آغاز شده و در ۶ مارس ۲۰۱۵ افتتاح شده است. ظرفیت این ورزشگاه ۶۹٬۸۷۰ نفر است.

از جمله رویدادهای مهم که در این ورزشگاه برگزار شده فینال لیگ اروپا در سال ۲۰۱۹ و نخستین دوره بازی‌های اروپایی در سال ۲۰۱۵بوده، همچنین این ورزشگاه میزبان سه مسابقه مرحله گروهی و یک بازی مرحله یک چهارم نهایی جام ملت‌های اروپا (یورو۲۰۲۰) است که به دلیل همه گیری بیماری کرونا در اروپا به سال 2021 موکول شد.

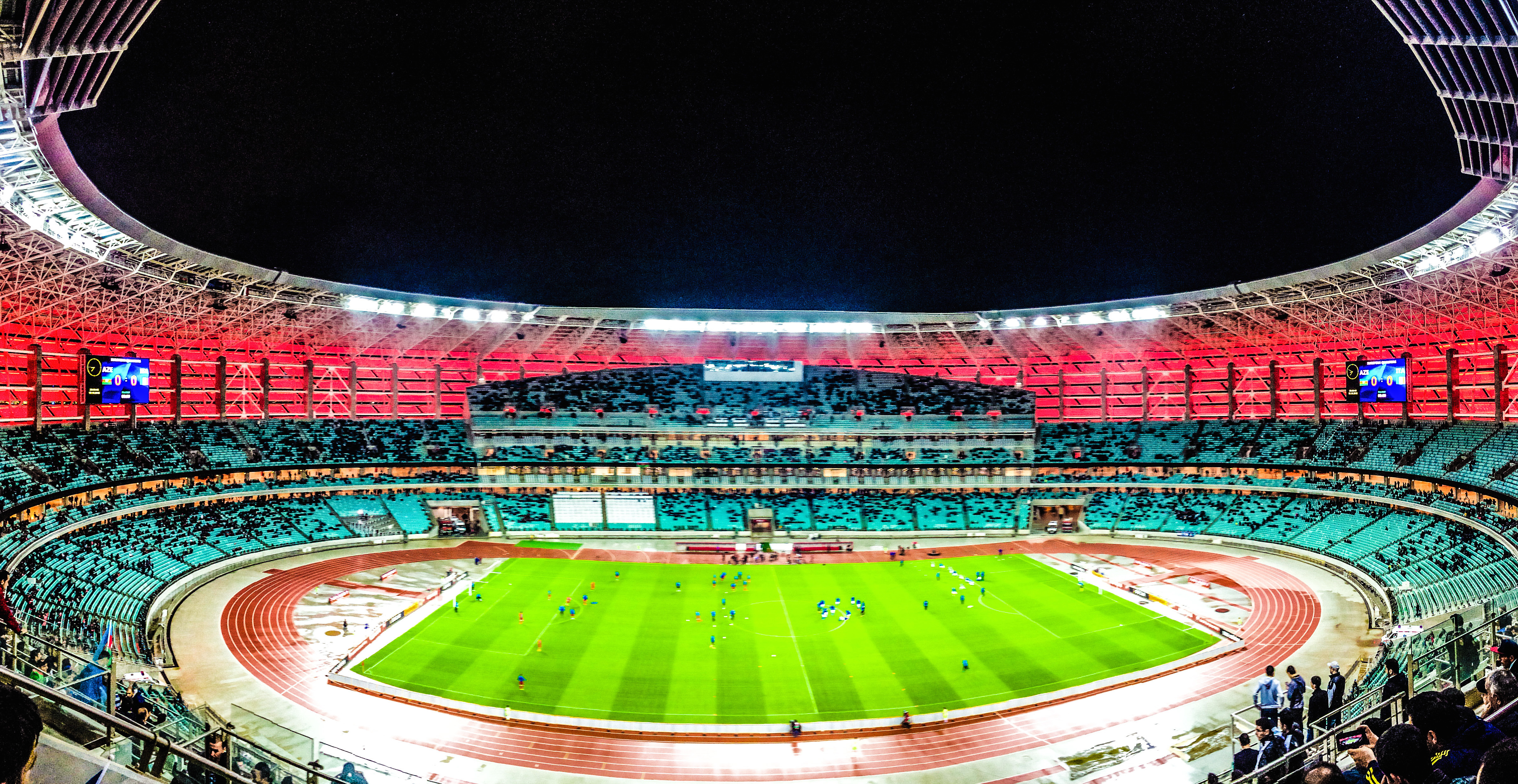
ورزشگاه المپیک باکو